# Craig Foster (Fußballspieler)
Craig Andrew Foster AM (* 15. April 1969 in Lismore) ist ein ehemaliger australischer Fußballspieler, der von 1989 bis 2003 aktiv war, darunter auch in der Australischen Fußballnationalmannschaft. 

## Karriere
Foster absolvierte das Australian Institute of Sport 1987 und spielte ab 1989 bei Sydney United. Im gleichen Jahr wechselte er noch zu den Sunshine Georgies, einem Club aus einem Melbourner Vorort. Dort blieb er bis 1990. 1991 und 1992 folgten verschiedene Engagements bei verschiedenen kleineren Vereinen aus Australien, Hongkong, Singapur und Serbien. 1995 bis 1996 spielte Foster bei Adelaide City, in den folgenden zwei Jahren bei den Marconi Stallions. 1997 folgte der Wechsel nach England zum FC Portsmouth, wo er 16 Spiele absolvierte und zwei Tore schoss. Von 1998 bis 2000 spielte Foster bei Crystal Palace, 2000 kehrte er in seine Heimat zu Northern Spirit FC in den Norden Sydneys zurück, 2003 beendete er seine Karriere offiziell, im Jahr 2007 folgte erneut ein Engagement bei den Waverley Old Boys FC.
Nachdem Foster schon 1985 in der australischen U-17-Nationalmannschaft gespielt hatte, gab er 1996 sein Debüt in der A-Nationalmannschaft. 1997 nahm er am Konföderationen-Pokal teil, 1996 und 2000 konnte er den OFC-Nationen-Pokal gewinnen. Insgesamt bestritt er zwischen 1996 und 2000 29 Länderspiele und erzielte dabei neun Tore.
Foster, der auch in der Spielergewerkschaft aktiv war, arbeitet dieser Tage als Kommentator für den staatlichen australischen Fernsehsender SBS.

## Erfolge
- OFC-Nationen-Pokalsieger:
  - 1996 & 2000

## Veröffentlichungen
- Fozz on Football. Hardie Grant Publishing, 2010, ISBN 978-1-74273-582-5, 255 S.